# Dorine Bijl
Dorine Bijl (1939) is een Nederlands zangeres.
Bijl werd in 2007 bekend door haar deelname aan de talentenjacht X Factor waarin zij als zesde eindigde. In maart 2008 kwam haar debuutalbum Oud en Wijs Genoeg uit via Brigadoon Vocal.
Bijl werkte als logopediste.
In 2021 doet ze als oudste vrouwelijke deelnemer (81 jaar) mee aan The Voice Senior.